# Blossom Cup 2013
La Blossom Cup 2013 è stato un torneo femminile di tennis giocato sul cemento. È stata la 4ª edizione del torneo della Blossom Cup, che fa parte della categoria ITF 50 K nell'ambito dell'ITF Women's Circuit 2013. Il torneo si è giocato al Blossom Garden Tennis Center di Quanzhou, dal 7 al 13 gennaio 2013.

## Partecipanti

### Teste di serie
| Nazionalità   | Giocatrice              | Ranking* | Teste di serie |
| ------------- | ----------------------- | -------- | -------------- |
| Ucraina       | Nadežda Kičenok         | 249      | 1              |
| Cina          | Yi-Fan Xu               | 251      | 2              |
| Cina          | Sheng-Nan Sun           | 254      | 3              |
| Taipei cinese | Chin-Wei Chan           | 267      | 4              |
| Giappone      | Akiko Ōmae              | 277      | 5              |
| Thailandia    | Noppawan Lertcheewakarn | 280      | 6              |
| Cina          | Han Xinyun              | 288      | 7              |
| Giappone      | Shūko Aoyama            | 295      | 8              |

* Le teste di serie sono basate sul ranking al 31 dicembre 2012

### Altre partecipanti
Le seguenti giocatrici hanno ricevuto una wild card per il tabellone principale:
- Yi Yang
- Jing-Jing Lu
- Zhaoxuan Yang
- Ran Tian

Le seguenti giocatrici sono passate dalle qualificazioni:
- Fangzhou Liu
- Wang Yafan
- Hao Chen Tang
- Miki Miyamura

## Campionesse

### Singolare
Varatchaya Wongteanchai ha battuto in finale  Nadežda Kičenok con il punteggio di 6–2, 6(5)–7, 7–6(5).

### Doppio
Iryna Burjačok /  Nadežda Kičenok hanno battuto in finale  Chen Liang /  Sheng-Nan Sun con il punteggio di 3–6, 6–3, [12–10].